# Míriam Merchán
Miriam Merchán es una docente, escritora e investigadora ecuatoriana. 

## Biografía
Estudió en la Pontificia Universidad Católica del Ecuador y en la Universidad Aristóteles de Tesalónica de Grecia. Actualmente es profesora de la Escuela de Lengua y Literatura de la PUCE en su sede Quito. Se especializa en literatura griega clásica.

## Obras
- Distante presencia del olvido, 2018.[3]